# سيتوكين

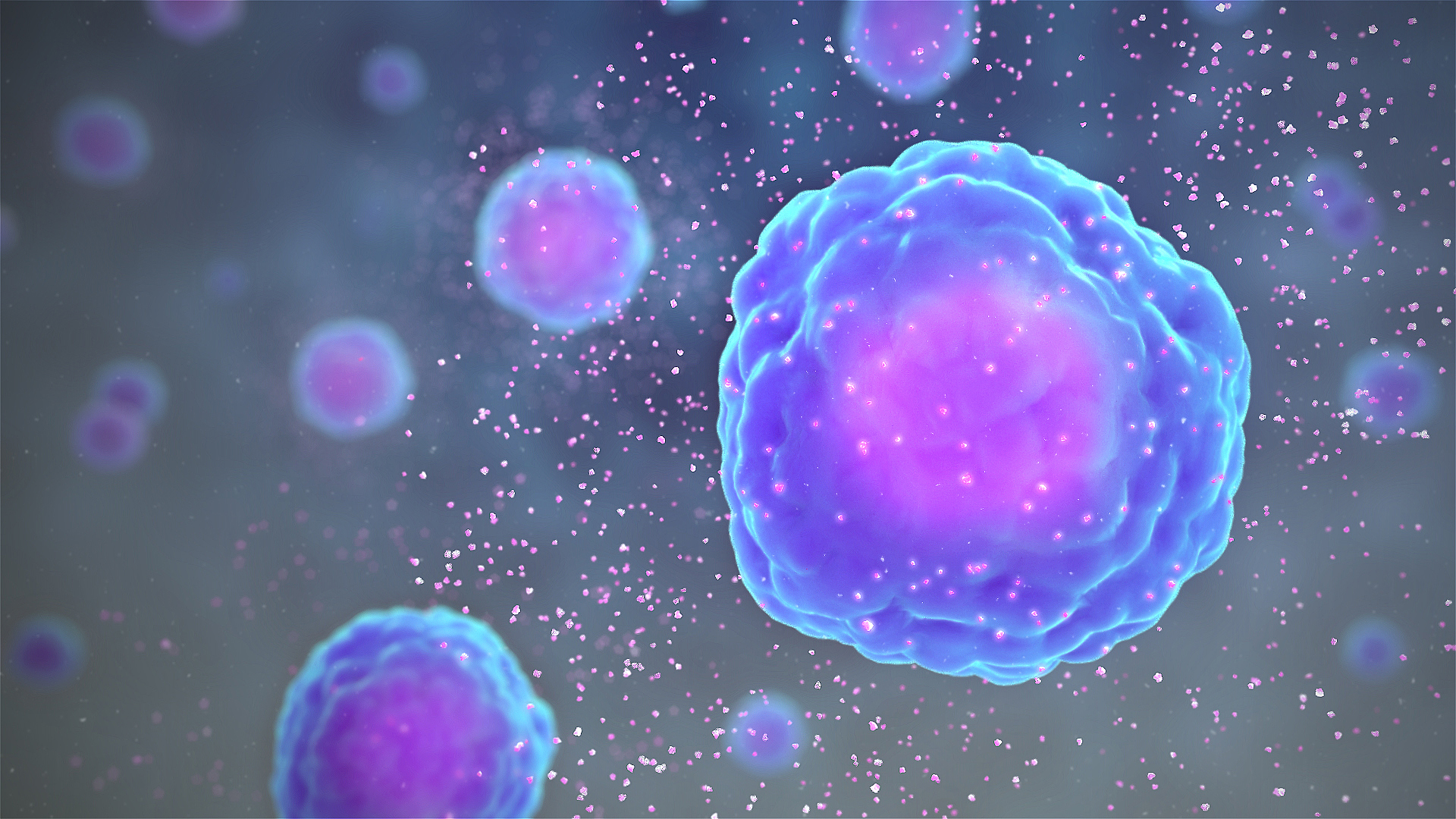

السيتوكين (بالإنجليزية: cytokine) هو بروتين أو عديد ببتيد أو بروتين سكري يستخدم في عمليات نقل الإشارة والتواصل ما بين الخلايا. تكون الخلايا البائية سيتوكينات تنشط الخلايا تي، كما تنتج الخلايا تي أنواعا من السيتوكينات تعمل أيضا على زيادة أعداد الخلايا تي وتنشطها. للسيتوكينات دور رئيسي في العمليات المناعية والتطور الجنيني. تتكون كلمة سيتوكين من شقين، الأول هو سيتو وتعني خلية، والثاني كين وتعني حركة، أي أنه محرك الخلايا.
السيتوكينات إشارات كيميائية شبيهة بالهرمونات والنواقل العصبية، تستخدم للسماح لخلية بالتواصل مع الخلايا الأخرى. تتألف عائلة السيتوكينات من مجموعة بروتينات ذائبة في الماء والبروتينات السكرية ذات كتل 5000 إلى 20.000 دالتون. بمقارنتها بالهرمونات فتفرز الهرمونات من أعضاء تخصصية في الجسم وتنتقل إلى الدم في حين أن النواقل العصبية يتم إطلاقها من قبل الأعصاب، أما السيتوكينات فهي تـُنتج من قبل أنواع مختلفة من الخلايا. تبرز أهميتها في أنواع المناعة الطبيعية والمكتسبة حيث تتدخل في العديد من الأمراض المعدية والالتهابية والإصابة والأمراض الخمجية والإنتان (تسمم الدم).

## أنواعه
نعرف خمسة أنواع من السيتوكينات: إنترفيرون، إنترلوكين، ومعامل تحفيز مستعمرة خلايا، وعامل نخر الورم وكيموكين.
في الكيمياء الحيوية وبيولوجيا الخلايا يزداد الاهتمام بالسيتوكينات زيادة كبيرة. بعض تلك السيتوكينات أصبح في الإمكان إنتاجها صناعيا وتقوم بعض مصانع الأدوية بأنتاجها، عن طرق ربط بروتينات صغيرة بعضها البعض.
كما توجد مستقبلات للستوكينات على بعض أنواع الخلايا.

### إنترفيرون (IFN)
الإنترفيرونات هي سيتوكينات تقوم بتنشيط خلايا لصنع بروتينات تجعلها قادرة على مقاومة الإصابة بفيروسات معدية. نعرف منها انترفيرونات (IFN ɑ/β/ɤ), وهي تنتج من خلايا الدم البيضاء (لويكوسيدات) (وعلى الأخص الخلايا الوحيدة «مونوسيت» وخلايا أكولة كبيرة macrophage و «فيبروبلاست» Fibroblast ولها مقاومة كبيرة ضد الفيروسات، كما لها قدرة على تهدئة الأورام.
تستخدم الإنترفيرونات كعقارات في العلاج الطبي، وعلى الأخص لعلاج التصلب اللويحي أو التهابات الكبد المزمن الذي يتسبب فيه بعض الفيروسات. وفي هذا العلاج يستخدم بصفة أساسية نوع من الإنترفيرون يدخل في تركيبه مبلمر غليكول الإيثيلين. وهذا العقار يضمن انتشارا بطيئا للانترفرون في الجسم وبالتالي يكون مفعوله لمدة طويلة.
من الأعراض الجانبية الإنفلونزا وأعراض مشابهة لأعراض الإنفلونزا.

### إنترلويكين (IL)
الأنترلويكينات هي أيضا سيتوكينات ووظيفتها التواصل بين الخلايا المناعية (لوكوسيدات) فيما بينها بحيث يكون عملها المشترك موجها نحو مقاومة مسبب للمرض أو مقاومة خلايا ورمية. وفوق ذلك فتقوم بعض أنواع الإنترلويكينات مثل IL-1β و IL-6 مع المعامل
TNF-α بمقاومة التهابات وعمليات أخرى في نظام المناعة. ومن ضمنها مثلا رفع درجة الحرارة وتنشيط الدورة الدموية وزيادة نفاذية الخلايا للدم.
توجد السيتوكينات مثل الإنترلويكين IL-6 بمعدل صغير جدا في الدم في حيز تركيز بيكو مول (10-12 M) ويمكنها الزيادة بمقدار 1000 مرة خلال مرض أو عدوى. ويرجع انتشارها إلى أنها تنتج في خلايا موزعة في الجسم كله؛ هذا بعكس الهرمونات التي تفرزها أعضاء معينة في الجسم (مثل الإنسولين الذي يُفرز في البنكرياس)، ويبدو بالتقريب أن جميع الخلايا ذات نواة والخلايا الأكولة الكبيرة، لها قدرة عالية على إنتاج، Interleukin 1، Interleukin-6 و TNF-α.

### معامل تحفيز مستعمرة
معاملات تحفيز مستعمرة خلايا colony stimulating factors هي بروتونات تؤثر على نمو كرات الدم الحمراء والبيضاء. من ضمنها مثلا
Erythropoetin, الذي ينشأ في الكلى ويحفز نمو خلايا للدم الحمراء، كما يستخدم كدواء. ومن أحد أنواع عوامل تنشيط النمو المعامل عامل تحفيز مستعمرات الخلايا المحببة (Granulozyt Colony-Stimulating Factor)، المسؤول عن تنشيط نمو خلايا الدم البيضاء.
تطبق عوامل تحفيز مستعمرة خلايا في حالة ضعف عمل الكلى، وتضرر نخاع العظام بعد العلاج بالكيماويات أو حالات لازمة MDS .

### عامل نخر ورم
عامل نخر الورم tumor necrosis factor , أو TNFα هو بروتين مؤشر (adipokine) له شأن في الالتهابات واحد السيتوكينات التي تشترك في مكافحة الجسم للمرض. تنتجه بصفة رئيسية الخلايا الأكولة الكبيرة المنشطة macrophages ، مع إنه يمكن أن تنتجه بعض خلايا أخرى مثل الخلايا اللمفاوية من نوع (CD4+ lymphocytes) والخلايا الفاتكة الطبيعية NK cells والعصبونات. من وظائفه تنظيم خلايا المناعة وله قدرة على رفع درجة الحرارة. يستجيب للحمى عن طريق خلايا تنتج IL1 و Interleukin 6. يعتقد أن خلل في إنتاج TNF له علاقة بنشأة مرض ألزهايمر،  والسرطان،>

### كيموكين
الكيموكينات Chemokin هي مواد جاذبة بمعنى أنها توجه خلايا ذات مستقبلات مناسبة بالتوجه إلى مصدر الكيموكينات؛ وتقوم بذلك عن طريق اثارة كيمايائية لخلايا المناعة.

## مستقبلات سيتوكين
من السيتوكينات مستقبلات، من ضمنها مستقبلات للإنترلوكينات: IL-2, IL-3, IL-4, IL-5, IL-7, IL-9, IL-11, IL-12,IL-13, IL-15
EPO, TPO, LIF, G-CSF, GM-CSF
ومستقبلات لعائلة إنترفيرون: IFNa/b, IFNg, IL-10
ومستقبلات عائلة TNF مثل TNFα, TNFβ, FasL و CD-Antigene
ومستقبلات الكيموكين 7TMHR وغيرها.

## الاستخدام الطبي كدواء
بعض السييتوكين تتطور إلى حمض نووي معاد التركيب باستخدام تكنولوجيا حمض نووي معاد التركيب. Recombinant cytokines being used as drugs as of 2014 include:
- بروتين تشكل العظام (BMP),
- إريثروبويتين (EPO), تستخدم لعلاج فقر الدم (أنيميا)
- عامل تحفيز مستعمرات الخلايا المحببة (G-CSF), تستخدم لعلاج قلة الخلايا المتعادلة in cancer patients
- عامل تحفيز مستعمرات الخلايا المحببة الأكولة (GM-CSF), تستخدم لعلاج قلة الخلايا المتعادلة and عدوى فطرية in cancer patients
- انترفيرون ألفا, تستخدم لعلاج التهاب الكبد C وتصلب متعدد
- إنترفيرون نوع 1, تستخدم لعلاج تصلب متعدد
- إنترلوكين 2 (IL-2), تستخدم لعلاج السرطان.
- إنترلوكين 11 (IL-11), used to treat قلة الصفيحات in cancer patients.
- إنترفيرون غاما تستخدم لعلاج داء الورم الحبيبي المزمن[7] and تصخر العظم[8]